# Der Sozialdemokrat
Der Sozialdemokrat war von 1879 bis 1890 eine der bedeutendsten international erschienenen deutschsprachigen sozialistisch-sozialdemokratischen Zeitungen.
Nach der Inkraftsetzung des Sozialistengesetzes im deutschen Kaiserreich (1878) war sie während dessen Geltungsdauer das Hauptorgan der deutschen Sozialdemokratie. Die Zeitschrift wurde von Paul Singer zunächst ab September 1879 in Zürich, danach von 1888 bis 1890 in London herausgegeben. In Deutschland wurde Der Sozialdemokrat illegal verbreitet. Darüber hinaus richtete er sich im Wesentlichen an Sozialisten im Exil – vor allem in der Schweiz, in Frankreich und Großbritannien.

## Geschichte
Vorgänger von Der Sozialdemokrat war die von Wilhelm Liebknecht und Wilhelm Hasenclever 1876 gegründete Zeitschrift Vorwärts, das Zentralorgan der Sozialistischen Arbeiterpartei Deutschlands (SAP). Durch das Sozialistengesetz wurde Vorwärts im Oktober 1878 verboten. Bis zur Gründung des Sozialdemokraten im September 1879 gaben einzelne geflohene führende Sozialdemokraten Blätter heraus. So gab es Die Laterne von Carl Hirsch, abgeleitet von Henri Rocheforts Lanterne.
Nominelle Eigentümer waren die Reichstagsabgeordneten August Bebel, Wilhelm Liebknecht, Friedrich Wilhelm Fritzsche, Ignaz Auer und Karl Grillenberger.
Das Blatt erschien im September 1879 im Zürcher Exil unter dem Titel Der Sozialdemokrat. Verantwortlich für die Redaktion zeichnete zunächst Georg von Vollmar und 1881 dann Eduard Bernstein. 1883 hatte das Blatt eine Auflage von 5.000. Ab 1886 konnte das Blatt nicht mehr im Abonnement per Post aus dem Ausland bezogen werden. Dem Mitgründer der SAP, Julius Motteler, war es zu verdanken, dass die Zeitung durch die illegale Rote Feldpost über die Grenzen geschmuggelt wurde.
Im April 1888 wurden Verwaltung und Redaktion auf Drängen der deutschen Regierung aus der Schweiz ausgewiesen. Schweizer Sympathisanten sicherten so lange das weitere Erscheinen, bis das Blatt ab 1. Oktober 1888 in London erscheinen konnte. Im Januar 1890 stellte die Vossische Zeitung fest, dass trotz eines großen Spitzeleinsatzes Der Sozialdemokrat überall im Reich Verbreitung fand und somit der Kampf der preußischen Polizei gescheitert war.
Nach der Aufhebung des Sozialistengesetzes zum Oktober 1890 stellte Der Sozialdemokrat sein Erscheinen am 27. September 1890 ein. Die seit 1884 in Berlin erschienene Zeitung Berliner Volksblatt wurde ab dem 1. Januar 1890 das neue Zentralorgan unter dem Namen Vorwärts. Berliner Volksblatt. Zentralorgan der sozialdemokratischen Partei Deutschlands. Der erste Chefredakteur war Wilhelm Liebknecht.
Nach dem Zweiten Weltkrieg gab die Berliner SPD von 1946 bis 1949 die gleichnamige Zeitung Der Sozialdemokrat heraus. Als Ressortleiter für Nachrichten, Kommentator und Chef vom Dienst wirkte der 1912 geborene, zuvor beim SPD-Organ Das Volk tätig gewesene Journalist Otto Reimer.

## Artikel inDer Sozialdemokrat(Auswahl)
| 28. September 1879    | Erstausgabe des Sozialdemokraten in Zürich mit dem Hinweis, dass die Zeitung der Freiheit die Anhängerschaft der Sozialdemokraten streitig machen sollte.              |
| 19. + 22. August 1882 | Über die Parteikonferenz in Zürich. Um die Rolle und Schreibweise der Zeitschrift diskutierten 16 Vertreter der SAP.                                                   |
| 22. März 1883         | Erstveröffentlichung von Friedrich Engels’ über „Das Begräbnis von Karl Marx“                                                                                          |
| 03. + 17. Mai 1883    | Friedrich Engels „Zum Tode von Karl Marx“ |
| 22. Januar 1885       | „Züricher Resolution“ in Nr. 4, von vielen sozialdemokratischen Organisationen im In- und Ausland unterstützt.                                                         |
| 21. April 1885        | Nach internen Auseinandersetzungen zwischen Fraktion und Redaktion Beschluss auf einer gemeinsamen Sitzung, dass Der Sozialdemokrat als „Organ der Gesamtpartei“ gilt. |
| 13. September 1890    | Friedrich Engels an die Bewegung der Jungen: „Antwort an die Redaktion der Sächsischen Arbeiterzeitung“.                                                               |

## Archive
- „Eduard Bernstein Papers“, „Hrsg.: von Der Sozialdemokrat“. Briefe und Kampfgedichte. Im Internationalen Institut für Sozialgeschichte (IISG).
- Originalbestand im IISG (Signaturkürzel 1/JMAB): „Dokumente und Korrespondenzen betrifft den Sozialdemokrat und Parteiangelegenheiten“; „Materialsammlungen für das Parteiarchiv betrifft v. a. Sozialistengesetze und deren Folgen“. „Weitaus umfangreicher ist dagegen der unter B.III (DER SOZIALDEMOKRAT) inventarisierte Bestand aus der Tätigkeit Mottelers als Leiter der Expedition des zuerst in Zürich, dann in London erscheinenden und in Deutschland illegal vertriebenen SOZIALDEMOKRAT“.

## Weiterführende Literatur
- Der Sozialdemokrat 1879–1890. Originalgetreue Reproduktion in drei Bänden mit einer Nachbemerkung ‚Der Sozialdemokrat‘ – Entwicklung und historische Stellung. Dietz Verlag, Berlin 1969–1970.
- Detlef Lehnert: Sozialdemokratie. Zwischen Protestbewegung und Regierungspartei 1848–1983. Frankfurt 1983, ISBN 3-518-11248-1.
- Horst Bartel, Wolfgang Schröder, Gustav Seeber, Heinz Wolter: Der Sozialdemokrat: 1879–1890. Ein Beitrag zur Rolle des Zentralorgans im Kampf der revolutionären Arbeiterbewegung gegen das Sozialistengesetz. Akademie der Wissenschaften der DDR, Zentralinstitut für Geschichte, Dietz Verlag, Berlin 1975, DNB 750316640.
- Erhard Stammberger: Pressearbeit im Klassenkampf. 100 Jahre ‚Der Sozialdemokrat‘. Vorwort Georg Fülberth. W. Runge Verlag, Hamburg 1979.
- Brigitte Germershaus, Karl-Heinz Germershaus: Der Beitrag des Zentralorgans „Der Sozialdemokrat“ in der Wirkungsgeschichte des Marxismus. Pädagogische Hochschule, Hochschulschrift, Dissertation A. Erfurt, Mühlhausen 1986, DNB 871344696.
- Joseph Belli (Hrsg.): Die rote Feldpost unterm Sozialistengesetz. J. H. W. Dietz, Stuttgart 1912.
- Horst Bartel: Die richtungweisende Hilfe von Karl Marx und Friedrich Engels für die Zeitung „Der Sozialdemokrat“ im Kampf um die revolutionäre Einheit der Partei in der Periode des Sozialistengesetzes. Maschinenschriftliche Vervielfältigung, 1956, DNB 480932050.
- Wilhelm Liebknecht: Die Stellung der Parteien zur Kolonialpolitik. In: Der Sozialdemokrat. Nr. 5, 29. Januar 1885 (marxists.org).